# ロバート・リプレー

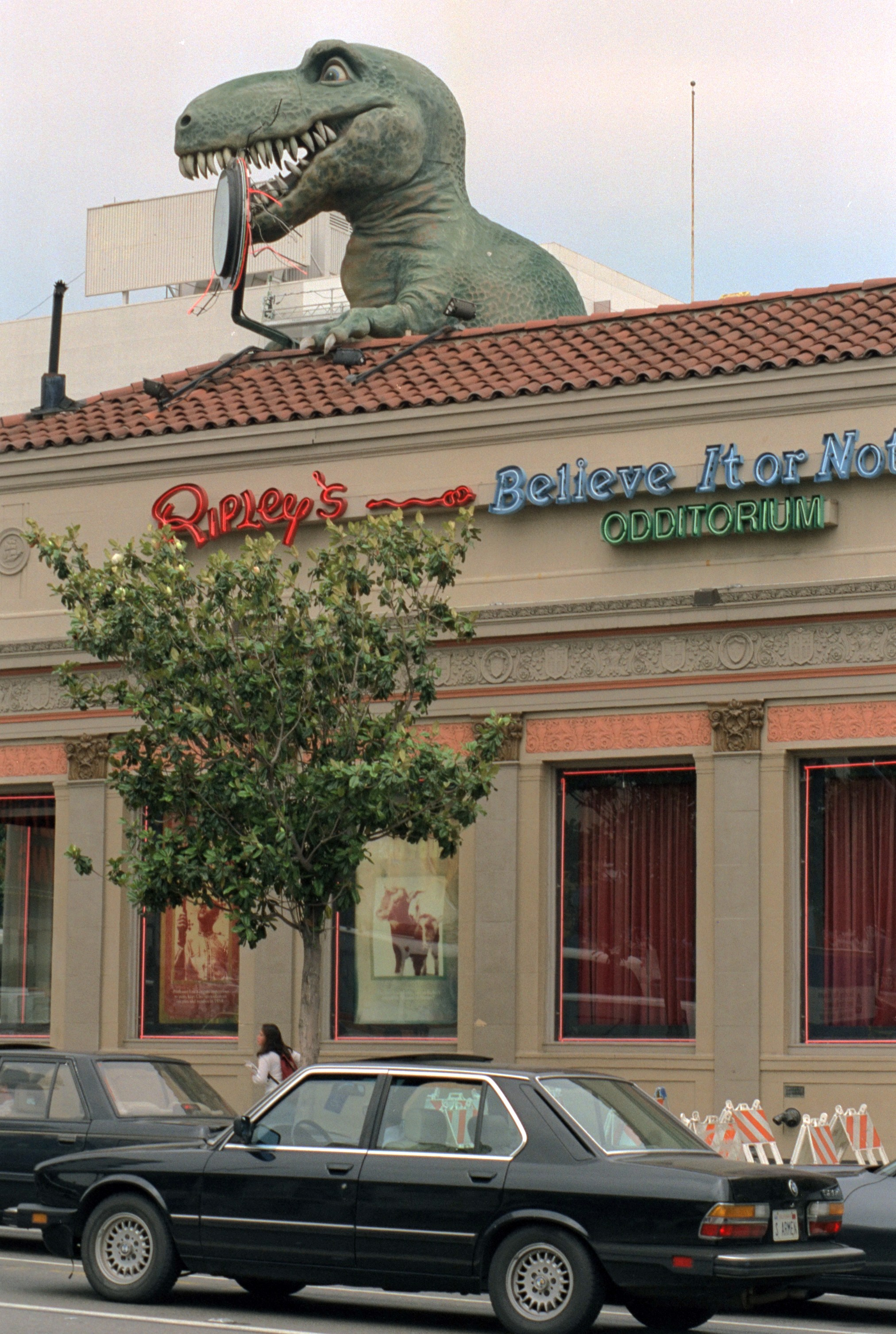
ハリウッドにある「リプレーのオディトリウム」(Ripley's Odditorium)

リロイ・ロバート・リプレー（英語: LeRoy Robert Ripley, 1890年2月22日頃 - 1949年5月27日）は、アメリカ合衆国の漫画家・実業家・アマチュア人類学者である。世界中の奇妙な事物を紹介する『リプレーズ・ビリーヴ・イット・オア・ノット』（Ripley's Believe It or Not!、日本語訳『リプレーの世界奇談集』）の作者として知られ、このシリーズを元にしたテレビ・ラジオ番組を制作し、博物館を世界各地に設置した。
『ビリーヴ・イット・オア・ノット』で取り上げられたテーマは、様々なスポーツの偉業から、外国や珍しい場所の知られざる事実まで多岐にわたる。このコンセプトが人気を博したのは、読者からの投稿を受け付け、それをネタにしていたのも理由の一つである。珍しい形の野菜や奇妙な模様の動物など、アメリカ各地から様々なネタが写真で投稿され、それをリプレーが漫画で表現した。

## 生涯
リプレーは、1890年2月22日頃にカリフォルニア州サンタローザで生まれた。誕生日については諸説ある。
父の死後、家計を助けるために高校を中退し、16歳から様々な新聞社でスポーツ漫画家として働き始めた。1913年にニューヨークに移った。『ニューヨーク・グローブ』紙で漫画を描いていた時、同紙の1918年12月19日号に最初の『ビリーヴ・イット・オア・ノット』の漫画が掲載された。この漫画は読者から好評を博し、以降、毎週掲載されるようになった。
1919年、映画女優のベアトリス・ロバーツと結婚した（1926年に離婚）。1922年、リプレーは世界一周旅行を行い、その旅行記を『ニューヨーク・グローブ』紙に掲載した。この旅行によりリプレーは、外国の珍しい土地や文化に魅了されていった。1923年、取り扱うネタの信憑性を確保するために、研究者であり多国語を話すノーバート・パールロスを専任のアシスタントとして雇った。1926年、リプレーの漫画の掲載は『ニューヨーク・グローブ』紙から『ニューヨーク・ポスト』紙に移った。
1920年代を通じて、リプレーは作品の幅を広げ続け、その人気は高まった。1925年にはウォールハンドボールというスポーツのガイドブックを出版した。1926年には、ニューヨーク州のウォールハンドボールのチャンピオンになり、また、同年にはボクシングに関する本も書いた。多才な作家、アーティストとしての実績を積んだリプレーは、漫画配信会社・キング・フィーチャーズ・シンジケートを経営する出版界の大物、ウィリアム・ランドルフ・ハーストの目に留まった。1929年、ハーストは『ビリーヴ・イット・オア・ノット』を世界17紙に配信させた。このシリーズの成功を確信したリプレーは、その名声に乗じて、新聞に掲載したシリーズをまとめた最初の本を出版した。
1929年11月3日、リプレーは「アメリカ合衆国には国歌がない」というテーマの配信漫画を描いた。フランシス・スコット・キーが書いた『マクヘンリー砦の防衛』という詞をイギリスの酒飲み歌『天国のアナクレオンへ』の音楽にのせた『星条旗』は、当時アメリカの国歌であると広く信じられていたにもかかわらず、アメリカ合衆国議会により公式に国歌と定められてはいなかった。1931年、作曲家のジョン・フィリップ・スーザは、この曲を正式な国歌にするべきだという意見を発表した。スーザは、キーの言葉を引用して、「インスピレーションを与えるのは音楽の精神である」と述べた。1931年3月3日、ハーバート・フーバー大統領が署名した法律により、『星条旗』は正式なアメリカの国歌となった。
リプレーは世界恐慌の中でも成功を収め、1930年代末には年間50万ドルの利益を上げていた。リプレーは、研究者、芸術家、翻訳者、秘書などのスタッフを大量に雇って、読者から次々と送られてくる奇妙なものの情報を処理し、珍品を求めて世界中を旅していた。また、ラジオや映画にも進出し、世界の大都市に博物館を建設し始めた。リプレーの世界旅行の資金は、ハースト社が提供した。常に奇抜なものを求めていたリプレーは、水中や空中、カールズバッド洞窟、グランドキャニオンの底など、様々な場所でラジオの生番組を収録した。1930年にはワーナー・ブラザース&ヴァイタフォンの劇場用短編映画『ビリーヴ・イット・オア・ノット』シリーズの第1作の司会を務め、キング・フィーチャーズ社から書籍の第2集が出版された。1931年にはルース・エッティング、ジョー・ペナー、テッド・ヒューシング、テルマ・ホワイト、レイ・コリンズが出演したヴァイタフォンの短編ミュージカル映画『シーズンズ・グリーティングス』に出演した。1932年にアジアを旅行した後、1933年にシカゴに珍品を展示する美術館「オディトリウム」をオープンした。このコンセプトは成功し、一時はサンディエゴ、ダラス、クリーブランド、サンフランシスコ、ニューヨークにもオディトリウムが作られた。この時点で、リプレーは『ニューヨーク・タイムズ』紙から「アメリカで最も人気のある男」に選ばれ、ダートマス大学から名誉学位を授与された。
第二次世界大戦中は世界旅行が不可能になったため、リプレーは慈善活動に専念した。1948年、『ビリーヴ・イット・オア・ノット』シリーズ20周年の年に、『ビリーヴ・イット・オア・ノット』のラジオ番組が終了し、テレビ番組が始まった。当時、テレビ放送は始まったばかりのメディアであり、アメリカ全土でもテレビを視聴できる人は少なく、これはリプレーにとってかなり大胆な行動だった。しかし、リプレーは13話までしか出演せず、その後、体調を崩した。
1949年5月27日、ニューヨークで心臓発作により亡くなった。59歳だった。遺体は故郷のサンタローザのオッドフェローズ・ローン墓地に埋葬された。

## 配信漫画

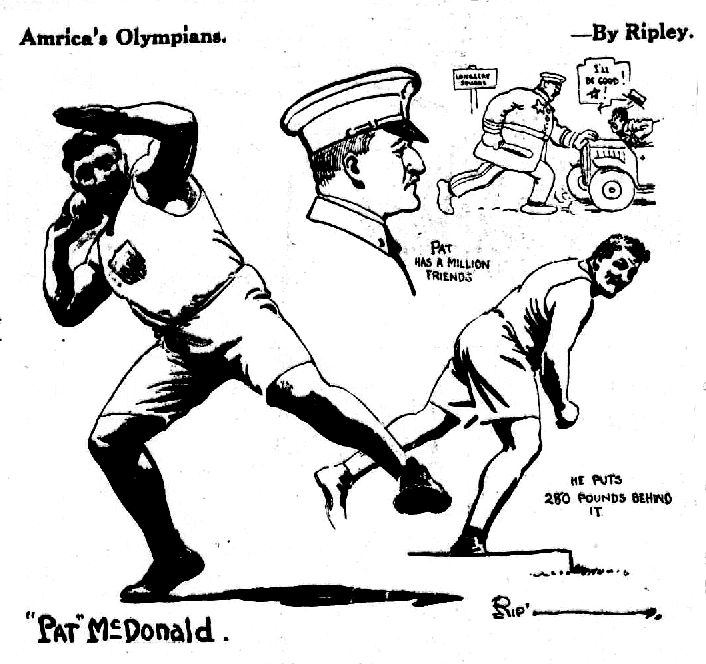
『ビリーヴ・イット・オア・ノット』以前のリプレーの初期の漫画（1920年）。アメリカの砲丸投選手、パトリック・マクドナルドを描いたもの。

リプレーの漫画シリーズは、全世界で8千万人の読者がいると言われ、アメリカ大統領よりも多くの郵便物を受け取っていたと言われている。リプレーはニューヨークやフロリダに家を持つほどの大富豪になったが、故郷のカリフォルニア州サンタローザとは常に密接な関係を保っていた。サンタローザには、高さ約80メートルの1本のレッドウッドの木から取れた木材で作られた教会「チャーチ・オブ・ワン・ツリー」があるが、『ビリーヴ・イット・オア・ノット』の連載の初期にこの教会を紹介していた。1950年代以降は、「リプレー記念館」として、『ビリーヴ・イット・オア・ノット』関連の品が展示されていた。
リプレーは「自分の発言は全て証明できる」と豪語していたが、これは事実調査のプロであるノーバート・パールロスと協力していたからである。パールロスは『ビリーブ・イット・オア・ノット』で紹介する奇妙な事物をまとめ、読者から寄せられた情報を検証した。パールロスは、リプレーの死後も含めた52年間、『ビリーブ・イット・オア・ノット』のために奇妙な事物の調査を行ってきた。リプレーの死後も、『ビリーヴ・イット・オア・ノット』の発行はキング・フィーチャーズ社の編集者と様々な漫画家の手によって継続された。

## 遺産
リプレーのアイデアと遺産は、リプレーの名前を冠したリプレー・エンターテインメントに受け継がれている。リプレー・エンターテインメント社は、1985年からカナダ最大の非上場企業であるジム・パティソン・グループが所有している。リプレー・エンターテインメント社は、全米ネットのテレビ番組の放送、マジックに関する出版物の発行、リプレー水族館、ビリーブ・イット・オア・ノット博物館などの様々な公共アトラクションの運営などを行っている。